# Чамлъджа (квартал)
Чамлъджа (на турски: Çamlıca) е озеленен квартал на район Юскюдар в азиатската част на Истанбул. Известен е с два хълма – Голям Чамлъджа (на турски: Büyük Çamlıca, 268 м) и Малък Чамлъджа (на турски: Küçük Çamlıca, 229 м) – предлагащи панорамни гледки към Мраморно море и Принцовите острови към европейската страна на Истанбул и Сарайбурну. Исторически погледнато, това са били известни красиви места, въпреки че до края на 20-ти век модерното развитие е накърнило тази красота, не на последно място, когато по хълмовете са построени поредица от радио и телевизионни кули.
Сред художниците, които са оставили рисунки на панорамната гледка от Голям Чамлъджа в разцвета му през 19-ти век, е роденият в Юскюдар художник Ходжа Али Ръза.
До Чамлъджа може да се стигне с линия M5 на метрото от Юскюдар на станции Късъклъ и Булгурлу.

## Атракции

### Голяма джамия Чамлъджа
През 2019 г. най-голямата джамия в Турция, Голямата джамия Чамлъджа (на турски: Büyük Çamlıca Cami), е открита на хълма Голям Чамлъджа. Това е едва третата джамия в Турция, която има шест минарета и може да се види от голяма част от центъра на града.

### Кула Чамлъджа
През 2021 г. високата 369 метра кула Чамлъджа (на турски: Çamlıca Kulesi) е открита на хълма Малък Чамлъджа, в опит да събере всички радио- и телевизионни стълбове в една структура. Тя е отворена за обществеността и има ресторант с невероятна гледка към Истанбул.

### Гора Малък Чамлъджа
Още от 1654 г. по време на управлението на султан Мехмед IV тази гориста местност близо до метростанция Късъклъ е озеленена и сега е пълна със зрели широколистни и вечнозелени дървета. През 1940 г. губернаторът на Истанбул Лютфъ Кърдар го превръща в обществена зона за отдих, сега много популярна сред любителите на пикник. Сега тя се слива безпроблемно с хълма Кючюк Чамлъджа с кулата Чамлъджа, надвиснала над него.
Точно до гората е съвременната Çilehane Cami, построена до малка каменна сграда от 17-ти век, много реставрирана през вековете, където един свят човек на име Азиз Махмуд Хюдайъ Ефенди някога е живял със семейството си в две прости стаи.

### Девическа гимназия Чамлъджа
В квартал Аджъбадем на Чамлъджа стои рушащо се дървено имение, проектирано от архитект Кемаледдин бей за вицеадмирал Ахмед Ратъп паша. Пашата никога не успява да живее в имението си поради скандал с финансирането на железопътната линия Хеджаз и през 1938 г. то е преустроено, за да помещава местната гимназия за момичета. Оттогава тя е преместена в модерна сграда, оставяйки имението на произвола на съдбата.